# Rózsahimlő
Az angol nyelvben a „rubeola” szó alatt a kanyaró betegséget értik!
A rózsahimlő, más néven rubeola (latinul rubella vagy roseola), enyhe tünetekkel, egyebek között mérsékelt lázzal, végtagfájdalmakkal, nyaki és a tarkótáji nyirokcsomók megduzzadásával és kiütéssel járó ragályos vírusfertőzés.
A betegség köhögés, tüsszentés és az orrváladékkal, ill. a nyállal kapcsolatba került, meg nem mosott kéz révén terjed. Kórokozója a Togaviridae családba tartozó Rubella virus.
A rózsahimlő (rubeola) nem összetévesztendő a népiesen vörös himlőként is emlegetett kanyaróval (latinul: morbilli), a bárányhimlővel (varicella) vagy a fekete himlővel (variola).

## Története
A 18. századig nem különítették el a rózsahimlőt más kiütésekkel járó betegségektől. Az első leírásokat Bergan és Orlow német orvosoknak tulajdonítják. A 19. század elején kapcsolatba hozták a kanyaróval és a skarláttal, mígnem George de Maton német orvos 1814-ben be nem bizonyította, hogy a rózsahimlő önálló betegség. Az angol rubella elnevezést Henry Veale angol katonaorvos vezette be 1864-ben. 1938-ban Hiro és Tasaka elsőként mutatta ki a rózsahimlő vírusát.
Henry Veale leírása alapján sokáig ártalmatlan gyerekbetegségnek tartották. Norman McAlister Gregg 1941-ben fedezte fel, hogy az anya terhesség alatti rózsahimlője súlyos fejlődési rendellenességeket okoz. Ez új lökést adott a kutatásnak. 1962-ben izolálták a vírust, és 1966-ban állítottak elő először tömeges alkalmazásra kész vakcinát.

## Előfordulása
A betegség világszerte elterjedt vírusának egyetlen gazdája az ember.
A hiányos átoltottság miatt időnként kisebb járványokat okoz. A fertőzés leggyakoribb ideje a tavasz vagy a nyár eleje. A fertőzésen átesettek egész életre szóló immunitást szereznek. A fertőző szakasz a kiütés megjelenése előtti 1 héttől annak eltűnése utáni 1 hétig tart.
A betegség lefolyása gyermekben enyhébb, mint felnőttben. Az át nem oltott népességben a betegek 80-90%-a gyerek. 2005-ben Európában 1500 fertőzésről tudtak, a legnagyobb incidenciát Litvániában (3,44/100 000) és Hollandiában (2,23/100 000) mérték. A 22 ország átlagos incidenciája 0,51/100 000 volt.
Végeztek oltási programokat kizárólag a nőnemű népességre vonatkozóan, ahol is a 13. évüket betöltött lányokat és asszonyokat szelektíven oltották a terhesség alatti magzatot veszélyeztető károsodások miatt. Ez az eljárás vitatott, mivel félő, hogy az így beoltottak másokat is megbetegítenek. A betegség által okozott károsodások továbbá súlyosabbnak tűnnek, mint amilyenek, hiszen csak a súlyosabb eseteket jelentik be azonnal, míg a csak később fellépő enyhébb tüneteket nem is mindig hozzák kapcsolatba a rózsahimlővel. Az effajta programok mellett szól azonban, hogy világszerte évente százezer gyerek születik rózsahimlő okozta károsodással.

## Kórokozója

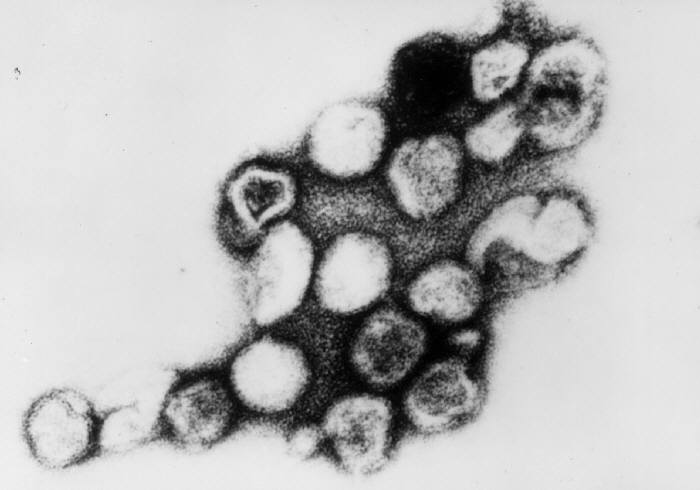
A rózsahimlő vírusa elektronmikroszkópos felvételen

A rózsahimlő vírusa a Rubivirus nem egyetlen tagja, és a Togaviridae családba tartozik, aminek tagjainak tipikusan pozitív polaritású, egyszálú RNS az örökítőanyaga, amit ikozaéderes köpeny (capsid) vesz körül. Az RNS-genom 9757 nukleotidot tartalmaz, és három strukturális és két nem strukturális fehérjét kódol. A három strukturális fehérje a köpeny proteinje, valamint az E1 és az E2 jelű fehérje.
A Togaviridae család gömbölyű vírusainak átmérője 50–70 nanométer, és egy lipidburok veszi körül őket. A burokból 6 nanométernyire kiemelkednek az E1 és az E2 összekapcsolódása által alkotott heterodimerek. A vírus felszíni struktúrája egységes, ezért a rózsahimlő vírusának csak egy szerotípusa létezik.

## Terjedése
A rózsahimlő szoros kapcsolatban, főként a kiköhögött cseppek belélegzésével terjed. Fertőzőképessége 50%, ami azt jelenti, hogy a fertőzést követően átlagosan az emberek fele mutat a későbbiekben tüneteket. A kiütések megjelenése előtt egy héttel válik a beteg fertőzővé, és az is marad a kiütések megjelenése után egy hétig. A lappangási idő 12-23 nap (átlagban 18 nap). A vírusok a felső légutak nyálkahártyáján át hatolnak be, és a nyirokcsomókban szaporodnak. Ezt követi a vírusok elterjedése a szervezetben a vérkeringés útján. Terhesség esetén a vírusok a méhlepényen áthatolva a még meg nem született gyereket is megfertőzhetik.

## Tünetei és lefolyása
A tünetek nem specifikusak, ezért a betegséget könnyű más lázzal és bőrkiütéssel járó betegségekkel összetéveszteni. A fertőzések felében tünetmentes.

### Tipikus tünetei

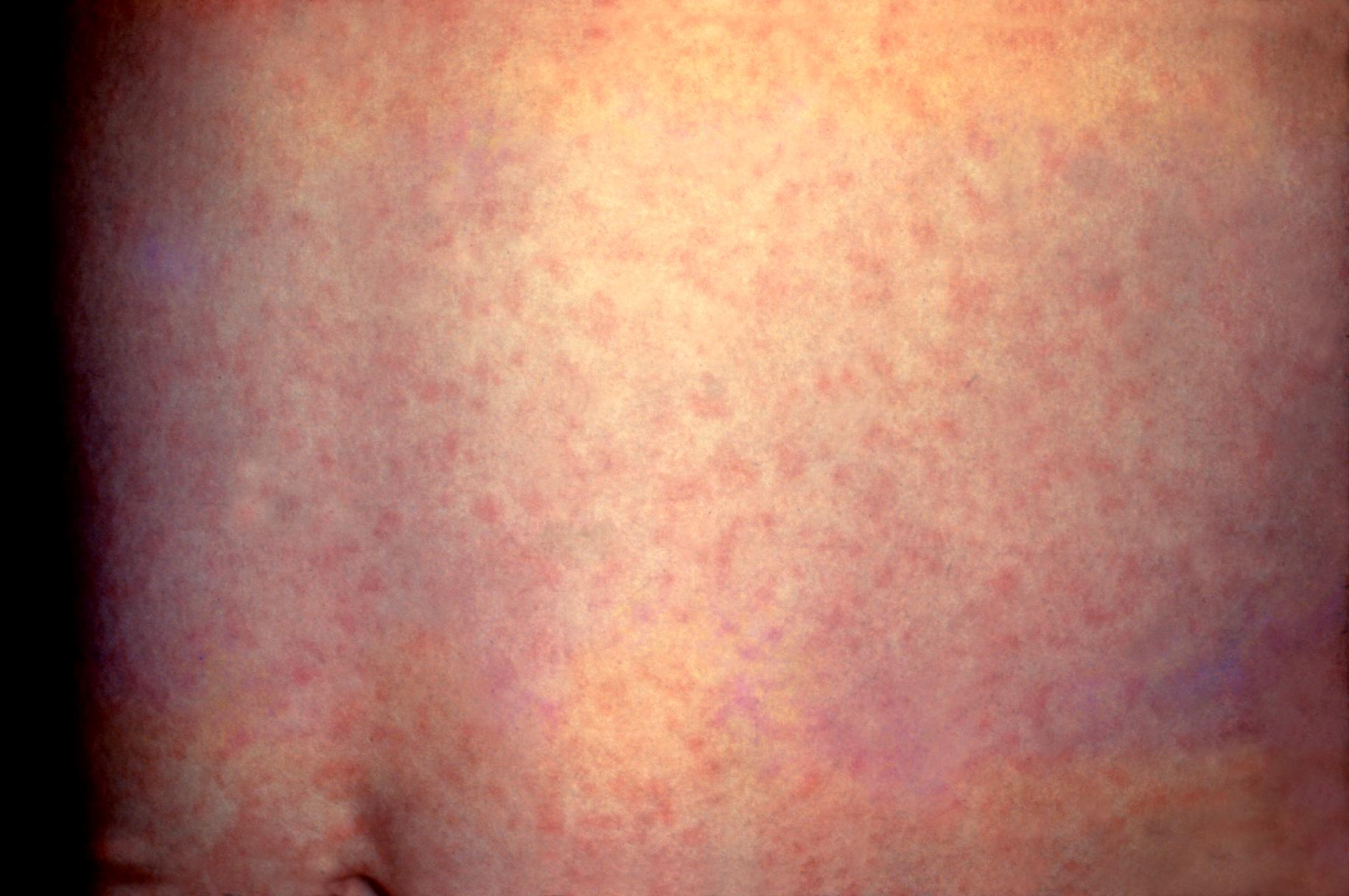
Bőrkiütés

A lappangási idő után felső légúti gyulladásos tünetek, torokfájás, láz. Először arcon szokott a kiütés megjelenni, azután fél nap alatt a nyakon keresztül az egész testen elterjed.
A nyaki és a tarkótáji nyirokcsomók megduzzadnak. A kiütések apróbb, legfeljebb, lencsényi, élénk rózsaszínű foltok. A láz 2-5 napig tart. A kiütések egy héten belül múlnak el, nem hagynak nyomot. A betegség a gyermekeknek általában még a közérzetét sem zavarja.

### Szövődmények

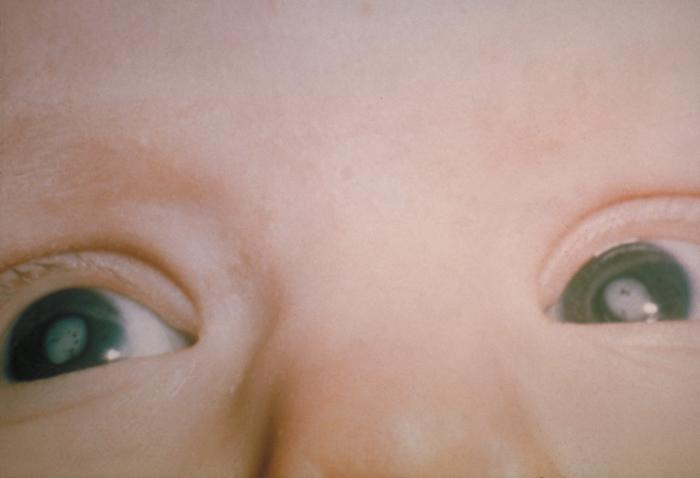
Veleszületett szürke hályog

Szövődmények ritkán lépnek fel. Ha a beteg már nem gyerek, akkor ízületi gyulladás léphet fel, lecsökkenhet a vérlemezkék száma, agyvelőgyulladás, szívizom- és szívburokgyulladás jelentkezhet.
A betegség különösen terhesség alatt veszélyes. Az első nyolc héten az embriók 90%-a károsodik. A második trimeszterre a károsodások aránya 25–30%-ra csökken. A meg nem született rózsahimlőjének súlyos következményei lehetnek: szívfejlődési zavarok, veleszületett szürkehályog, belső fül eredetű nagyothallás, összefoglaló néven Gregg-szindróma; koraszülés, spontán abortusz is előfordulhat. A Gregg-szindróma a negyedik héten bekövetkezett fertőzés következménye. A huszadik héten bekövetkezett fertőzés siketséget okozhat. Az újszülött egy normális terhességi időtartam dacára is kis súlyú és éretlenebb lehet a koránál. További szóba jöhető károsodások a vérlemezkék megritkulása, agyvelőgyulladás, májgyulladás, a máj és a lép megnagyobbodása, szívizomgyulladás, mikrokefália.
A fertőzés a csecsemő későbbi testi-szellemi fejlődésére is negatív hatású. A fertőzött csecsemő többnyire vírus-ürítő, ez 2-3 éves korra teljesen megszűnik. Mindezekért a rózsahimlő-vizsgálat a terhesgondozáshoz tartozik.

## Felismerése
A tünetek alapján nem végezhető pontos diagnózis. A rózsahimlő összetéveszthető más bőrkiütéssel járó betegségekkel, például az exanthema subitummal, az erythema infectiosummal, a kanyaróval, a skarláttal, az entero- és az adenovírusok által okozott betegségekkel vagy a mikoplazma-fertőzéssel. A vírus kimutatható a különböző test által kiválasztott folyadékokból, de ezt költségei miatt nem éri meg rutinszerűen alkalmazni. Csak speciális esetekben, például terhesség alatti fertőzés gyanúja esetén végzik. Ha fontos döntéseket kell hozni, akkor vérvizsgálatra kerül sor.
Először is IgM-antitesteket keresnek a vérben. A pozitív eredmény a keresztreakciók miatt még nem bizonyítja a rózsahimlőt, ugyanis ez a teszt más vírus jelenléte esetén is pozitív lehet. Az ezt követő tesztben speciálisan a rózsahimlő vírusa ellen képződött antitesteket keresik a hemaglutinációs módszerrel. A próbát 14 nap múlva megismétlik. Ha az antitestek koncentrációja a négyszeresére nő, akkor valóban rózsahimlőről van szó. A rózsahimlő gyanúja más módszerekkel is megerősíthető.

## Kezelése
Oki kezelés nem lehetséges. A kezelés a lázcsillapításra, gyulladáscsökkentésre és fájdalomcsillapításra korlátozódik.
Ágyban fekvés, amíg a láz tart. A betegség meg nem születettekre való veszélyessége miatt a beteg és családja a kiütés megszűntéig izolálandó.
A rózsahimlővel született gyerekek a károsodás típusától függően átfogó támogatásra, kezelésre, fejlesztésre szorulnak. Szükség lehet szem- és szívműtétre, hallókészülékre, logopédiai fejlesztésre és gyógytornára.

## Megelőzése

### Terhesek védelme
Minden terhes nőnek, aki nem esett át rózsahimlőn, vagy nem kapott ellene védőoltást, terhessége első 12 hetében óvatosnak kell lennie, és kerülnie minden érintkezést olyanokkal, akik rózsahimlősek vagy nemrég fertőzésen estek át. Kislányoknál régebben ajánlották annak elősegítését, hogy a természetes fertőzésen átessenek. Maguk a terhesek nem olthatók, hiszen élő, gyengített vírussal történik az oltás, és a vírusok a magzatot károsíthatják. Passzív immunizálás azonban lehetséges a beteggel való érintkezés utáni első 72 órában, de ez sem nyújt teljes körű védelmet. Ha nincsenek oltva, és korábban nem estek át természetes fertőzésen, akkor azonnali antitest-vizsgálatot végeznek.
Az anya fertőzöttsége miatti születési rendellenességek kockázata függ a fertőzés időpontjától. Az első 12 héten nagy a Gregg-szindróma kockázata, de utána inkább csak siketségig menő hallásvesztésre lehet számítani.

### Karantén
A betegeknek a kiütések megjelenése utáni héten nem szabad közösségbe, óvodába, iskolába vagy dolgozni menniük. A kórházakban elkülönítik a rózsahimlős betegeket. Hasonlóan el kell különíteni a rózsahimlővel született gyerekeket hat hónapos korukig, mindaddig, amíg a vírus kimutatható a vizeletből és az orrváladékból vett mintákból.

### Oltás
Az aktív immunizáláshoz legyengített vírusokat használnak. A rózsahimlő elleni védőoltást a kanyaró és a mumpsz elleni oltással kombinálják, ez az MMR-vakcina. 1989 óta minden Magyarországon született kisgyermek kombinált védőoltást kap rózsahimlő ellen. Az oltott vírus-ürítővé válhat az oltás után 1-4 hétre, ezért terhes nőt ne látogasson. Az oltás egyéves kor után adható. Egy oltással a beoltott személy 95%-os valószínűséggel egész életére védetté válik a rózsahimlő ellen. A második oltásra legkorábban az első után egy hónappal kerülhet sor. Ezzel a maradék 5% is védetté tehető. A rózsahimlő elleni oltás 125 országban a kötelező oltások közé tartozik; ide tartozik az összes európai és amerikai ország, valamint Ausztrália is. Afrikában és Ázsia egyes vidékein az oltás nem kötelező, ezért az emberek több mint kétharmada nincs beoltva.
Az oltás mellékhatásaként bőrpír, fájdalom és duzzanat jelentkezhet az oltás helyén. Ezek lényegében ártalmatlan reakciók, amik minden oltás után felléphetnek. Mivel az MMR vakcina legyengített vírusokat tartalmaz, ezért néha a három betegség enyhe formái is kialakulhatnak. Ekkor ugyanazok a tünetek jelentkezhetnek, mint egyébként, csak gyengébben és rövidebb ideig. A további mellékhatások vitatottak.